# Classe de diferenciabilitat

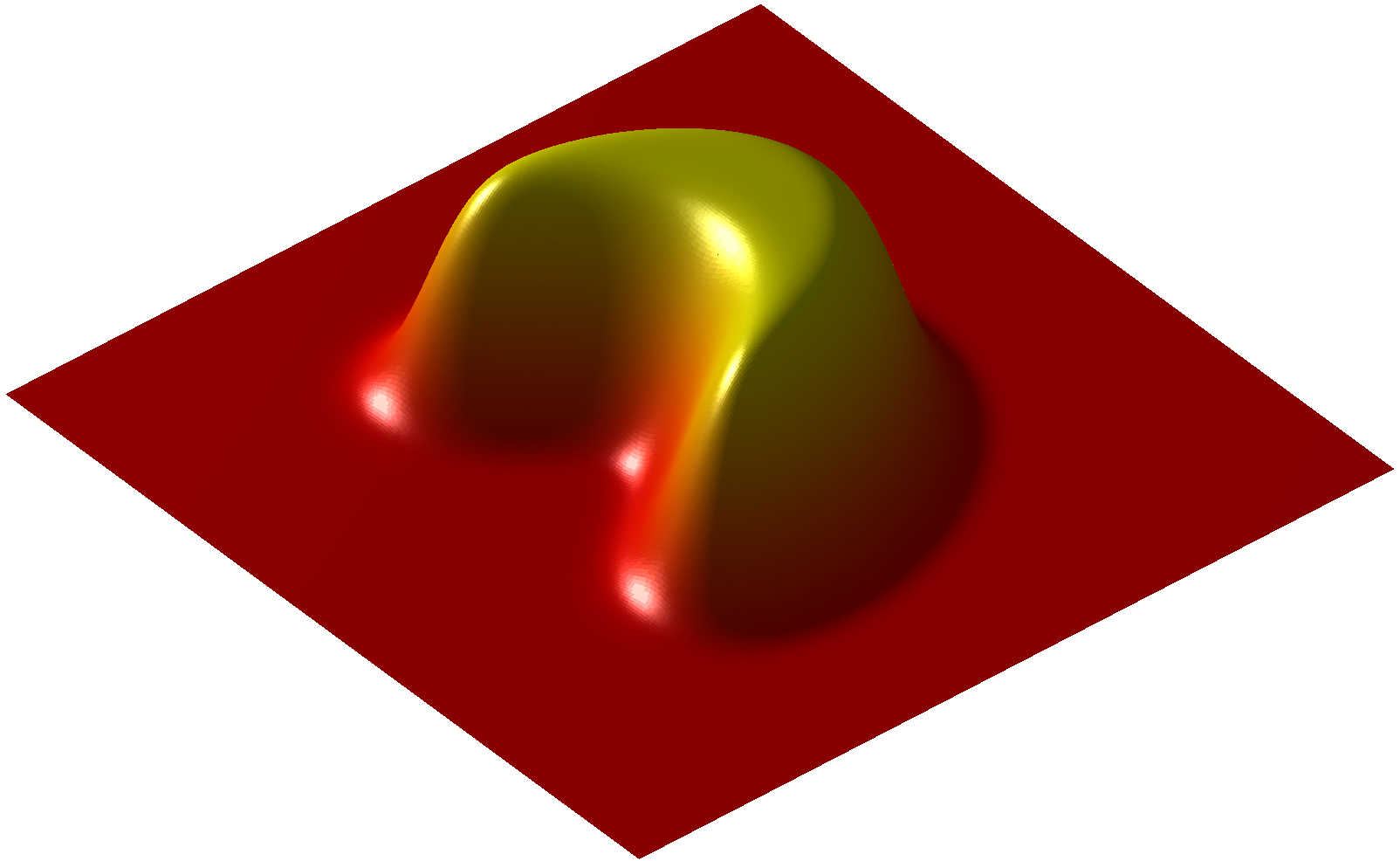
Un funció altiplà és una funció llisa amb suport compacte.

En anàlisi matemàtica, una classe de diferenciabilitat és una classificació de funcions segons les propietats de les seves derivades.
Les classes de diferenciabilitat d'ordre més alt corresponen a l'existència de més derivades.
Una funció de classe Ck, o k vegades contínuament diferenciable, és aquella per a la qual existeixen i són contínues totes les derivades d'ordre ≤k.
Una funció de classe Ck per a tota k es diu funció de classe C∞ o funció infinitament diferenciable, o funció llisa.
Les funcions de classe C0 són simplement les funcions contínues.
Una funció analítica també es diu de classe Cω.
La classificació s'aplica a funcions d'una, o de diverses, variables reals, així com a funcions definides en una varietat diferenciable o en un conjunt obert d'un espai de Banach. Tanmateix, la major part d'aquest article tracta de funcions reals d'una variable real. Una discussió de les altres situacions es presenta cap al final.

## Classes de diferenciabilitat
Considerem un conjunt obert a la recta real i una funció f definida en aquell conjunt amb valors reals. Sigui k ser un enter no-negatiu. La funció f es diu que és de classe Ck si les derivades f′, f′′, ..., f(k) existeixen i són contínues (la continuïtat és automàtica per a totes les derivades excepte f(k)). La funció f es diu que és de classe C∞, o llisa, si té derivades de tots els ordres. La funció f es diu que és de classe Cω, o analítica, si f és llisa i coincideix amb el seu desenvolupament en sèrie de Taylor al voltant de qualsevol punt en el seu domini.
Per posar-lo de forma diferent, la classe C0 consisteix en totes les funcions contínues. La classe C¹ consisteix en totes les funcions diferenciables la derivada de les quals és contínua; tals funcions es diuen contínuament diferenciables. Així, una funció C¹ és exactament una funció la derivada de la qual existeix i és de classe C0. En general, les classes Ck es poden definir recursivament declarant C0 com el conjunt de totes les funcions contínues i declarant Ck per qualsevol enter positiu k com el conjunt de totes les funcions diferenciables la derivada de les quals és dins Ck−1. En particular, Ck és contingut en Ck−1 per a cada k, i hi ha exemples per mostrar que aquesta inclusió és estricta. C∞ és la intersecció dels conjunts Ck quan k varia sobre els enters no negatius. Cω és estrictament contingut en C∞; per un exemple d'això, vegeu funció altiplà o també més avall.

### Exemples
La funció 
{\displaystyle f(x)={\begin{cases}x&{\mbox{si }}x\geq 0,\\0&{\mbox{si }}x<0\end{cases}}}

La funció f(x)=x per a x≥0 i 0 altrament és de classe C^{0} però no diferenciable.

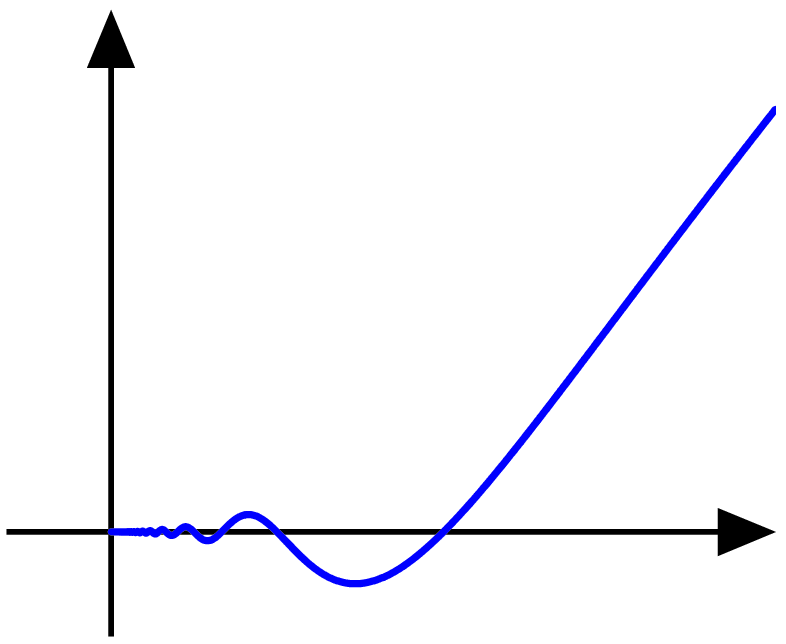
La funció f(x)=x² sin(1/x) per a x≠0 i 0 altrament és diferenciable però no de classe C¹.

és contínua, però no diferenciable a x = 0, així que és de classe C0 però no de classe C¹.
La funció
{\displaystyle f(x)={\begin{cases}x^{2}\sin {({\tfrac {1}{x}})}&{\mbox{si }}x\neq 0,\\0&{\mbox{si }}x=0\end{cases}}}
És diferenciable, amb derivada
{\displaystyle f'(x)={\begin{cases}-{\mathord {\cos({\tfrac {1}{x}})}}+2x\sin({\tfrac {1}{x}})&{\mbox{si }}x\neq 0,\\0&{\mbox{si }}x=0.\end{cases}}}
Com que cos(1/x) oscil·la quan x → 0, f '(x) no és contínua al zero. Per això, aquesta funció és diferenciable però no de classe C¹.
Modificant aquest exemple a 
f(x) = x3/2sin(1/x) (x ≠ 0)
es veu que la funció derivada d'una funció diferenciable pot ser no fitada en un conjunt compacte i, per tant, que una funció diferenciable en un conjunt compacte pot no ser localment lipschitziana.
Les funcions 
{\displaystyle f(x)=|x|^{k+1}},
on k és parell, són contínues i k vegades diferenciables en tot x. Però a x = 0 no són (k+1) vegades diferenciables, així que són de classe Ck però no de classe Ck+1.

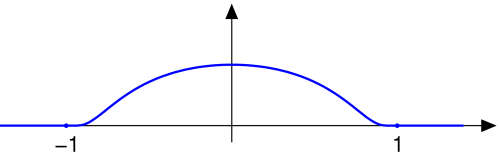
Una funció llisa que no és analítica.

La funció exponencial és analítica, i doncs, de classe Cω. Les funcions trigonomètriques també són analítiques arreu on estan definides.
La funció
{\displaystyle f(x)={\begin{cases}e^{-{\frac {1}{1-x^{2}}}}&{\mbox{ si }}|x|<1,\\0&{\mbox{ altrament }}\end{cases}}}
és llisa, doncs, de classe C∞, però no és analítica a x = ±1, així que no és de classe Cω. La funció f és un exemple d'una funció llisa amb suport compacte.

### Classes de diferenciabilitat en diverses variables
Siguin n i m enters positius. Si f és una funció d'un subconjunt obert de Rn amb valors en Rm, llavors f té funcions components f1, ..., fm. Cadascuna d'aquestes pot o pot no tenir derivades parcials. Diem que f és de classe Cl si totes les derivades parcials {\displaystyle {\frac {\partial ^{\ell }f_{i}}{\partial x_{i_{1}}^{\ell _{1}}\partial x_{i_{2}}^{\ell _{2}}\cdots \partial x_{i_{n}}^{\ell _{n}}}}} existeixen i són contínues, on cadascun de {\displaystyle i,i_{1},i_{2},\ldots ,i_{k}} és un enter entre 1 i n, cadascun de {\displaystyle \ell ,\ell _{1},\ell _{2},\ldots ,\ell _{n}} és un enter entre 0 i l, {\displaystyle \ell _{1}+\ell _{2}+\cdots +\ell _{n}=\ell }. Les classes C∞ i Cω es defineixen com abans.
Aquests criteris de diferenciabilitat es poden aplicar a les funcions de transició d'uns estructura diferencial. L'espai resultant es diu varietat Ck.
Si un desitja per començar amb una definició independent de les coordenades de classe Ck, pot començar per considerar aplicacions entre espais de Banach. Una aplicació d'un espai de Banach en un altre és diferenciable en un punt si hi ha una aplicació afí que l'aproxima en aquell punt. La derivada de l'aplicació assigna al punt x la part lineal de l'aproximació afí a l'aplicació en x. Com que l'espai d'aplicacions lineals d'un espai de Banach en un altre és una altra vegada un espai de Banach, podem continuar aquest procediment per definir derivades d'ordre més. Una aplicació f és de classe Ck si té derivades contínues fins a ordre k, com abans.
Notem que Rn és un espai de Banach espai per a qualsevol valor de n, així que l'aproximació lliure de coordenades és aplicable en aquest cas. Es pot mostrar que la definició en termes de derivades parcials i l'aproximació lliure de coordenades són equivalents; és a dir, una funció f és de classe Ck per una definició sii ho és per l'altra definició.

### L'espai de funcions de classe Ck
Sigui D un subconjunt obert de la recta real. El conjunt de totes les funcions de classe Ck definides en D amb valors reals és un espai de Fréchet amb la família numerable de seminormes
{\displaystyle p_{K,m}=\sup _{x\in K}\left|f^{(m)}(x)\right|}
on K varia sobre una successió creixent de conjunts compactes la unió dels quals és D, i m = 0, 1, …, k.
El conjunt de funcions de classe C∞ sobre D també forma un espai de Fréchet. Un utilitza les mateixes seminormes com a dalt, excepte que es permet que m variï sobretot els valors enters ≥0.
Els espais anteriors ocorren naturalment en aplicacions on es necessiten funcions que posseeixen derivades de certs ordres; tanmateix, particularment en l'estudi d'equacions diferencials en derivades parcials, de vegades pot ser més fructífer de treballar en comptes d'això amb els espais de Sobolev.

## Llisor

### Relació amb analiticitat
Mentre que totes les funcions analítiques són llises en el conjunt en el qual són analítiques, l'exemple d'amunt mostra que el recíproc no és cert per a funcions en els reals: existeixen funcions reals llises que no són analítiques. Exemples senzills de funcions que són llises però no analítiques en cap punt es poden fer mitjançant sèries de Fourier; un altre exemple és la funció de Fabius. Tot i que podria semblar que tals funcions són l'excepció més que no pas la regla, resulta que les funcions analítiques estan escampades molt escadusserament entre les llises; més rigorosament, les funcions analítiques formen un subconjunt conjunt magre de les funcions llises. A més, per a cada subconjunt obert A de la recta real, existeixen funcions llises que són analítiques en A i enlloc més.
És útil comparar la situació amb la de la ubiqüitat dels nombres transcendents en la recta real. Tant en la recta real com en el conjunt de funcions llises, els exemples que ens han vingut amb la primera pensada (nombres algebraics/racionals i funcions analítiques) és de lluny més ben comportats que la majoria de casos: els nombres transcendents i les funcions enlloc analítiques tenen mesura plena (els seus complements són magres).
La situació just descrita és en contrast marcat amb les funcions diferenciables complexes. Si una funció complexa és diferenciable just una vegada en un conjunt obert aleshores és infinitament diferenciable i analítica en aquell conjunt.

### Particions llises de la unitat
Les funcions llises amb suport tancat donat s'utilitzen en la construcció de particions llises de la unitat (veu partició de la unitat i glossari de topologia); aquestes són essencials en l'estudi de les varietats llises, per exemple per mostrar que es poden definir globalment mètriques riemannianes partint de la seva existència local. Un cas senzill és el d'una funció altiplà en la recta real, és a dir, una funció llisa f que pren el valor 0 fora d'un interval [a,b] i tal que 
{\displaystyle f(x)>0\quad {\text{ per a }}\quad a<x<b.\,}
Donat un nombre d'intervals solapats a la recta, es poden construir funcions altiplà en cadascun d'ells, i en els intervals semi-infinits (-∞,c] i [d,+∞) per a cobrir la recta sencera, tal que la suma de les funcions és sempre 1.
Del que tot just s'acaba de dir, les particions de la unitat no apliquen a les funcions holomorfes; el seu comportament diferent respecte a l'existència i continuació analítica és una de les arrels de la teoria de feixos. Per contrast, els feixos de funcions llises tendeixen a no portar molta informació topològica.

### Funcions llises entre varietats
Es poden definir aplicacions llises entre varietats llises mitjançant cartes, ja que la idea de llisor de la funció és independent de la carta particular usada. Si F és una aplicació d'una m-varietat M a una n-varietat N, llavors F és llisa si, per a cada p ∈ M, hi ha una carta (U, φ) en M contenint p i una carta (V, ψ) en N contenint F(p) amb F(U) ⊂ V, tals que {\displaystyle \scriptstyle \psi \circ F\circ \varphi ^{-1}} és llisa de φ(U) a ψ(V) com a funció de Rm en Rn.
Una tal aplicació té una primera derivada definida sobre vectors tangents; dona una aplicació lineal sobre les fibres al nivell dels fibrats tangents.

### Funcions llises entre subconjunts de varietats
Hi ha una noció corresponent d'aplicació llisa per a subconjunts arbitraris de varietats. Si f : X → Y és una funció el domini i el recorregut de les quals són subconjunts de varietats X ⊂ M i Y ⊂ N respectivament. f es diu llisa si per a tot x ∈ X hi ha un conjunt obert U ⊂ M amb x ∈ U i una funció llisa F : U → N tals que F(p) = f(p) per a tot p ∈ U ∩ X.